# Jakubovo osuárium

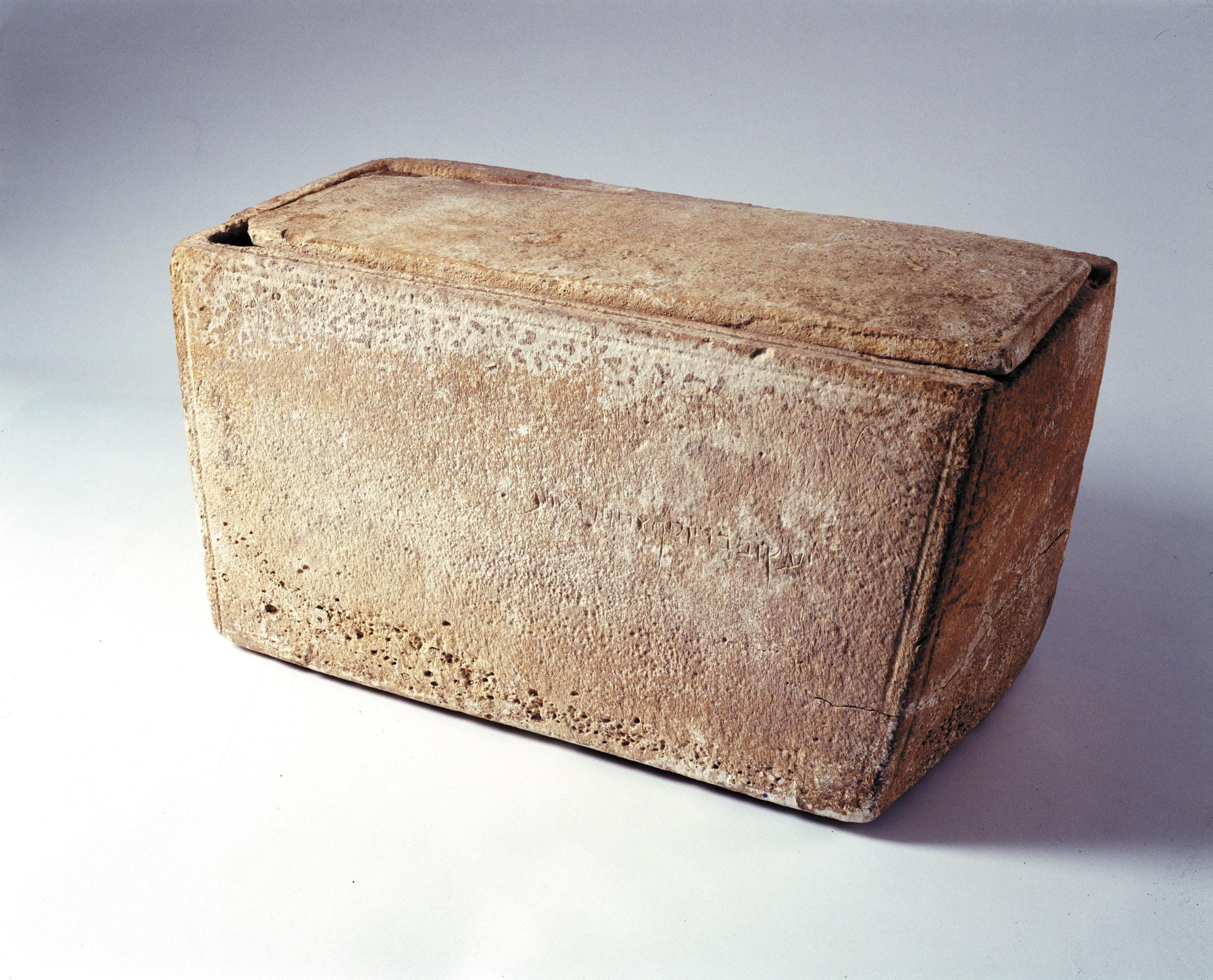
Jakubovo osuárium bylo vystaveno v Royal Ontario Museum od 15. listopadu 2002 do 5. ledna 2003

Jakubovo osuárium je dva tisíce let stará vápencová schrána pro uchování kosterních pozůstatků zemřelého. V boční stěně je vyryt aramejský nápis Ja'akov bar-Josef achuj di-Ješua (česky: „Jakub, syn Josefův, bratr Ježíšův“). Existence osuária byla zveřejněna 21. října 2002 na tiskové konferenci ve Washingtonu, kterou uspořádaly Discovery Channel a Biblical Archaeology Society. Počáteční překlad nápisu pořídil znalec semitských nápisů André Lemaire, podle jehož článku otištěném v listopadu 2002 v Biblical Archaeology Review jsou schrána i nápis autentické. Místo a doba nálezu jsou neznámé. Vlastníkem schrány je izraelský inženýr a sběratel starožitností Oded Golan.
Je-li nápis skutečně původní, jedná se o nejstarší archeologický záznam o Ježíši z Nazaretu. O původnosti nápisu se nicméně vedou spory. Izraelský památkový úřad v roce 2003 rozhodl, že nápis je falzifikátem mnohem pozdějšího data. Toto rozhodnutí však nebylo vědeckou obcí všeobecně akceptováno.
Oded Golan byl v prosinci 2004 obviněn ze 44 případů falšování a podvodu včetně toho, že zfalšoval nápis na osuáriu. 3. října 2010 bylo soudní projednávání uzavřeno. Rozsudkem ze 14. března 2012 byl Oded Golan zproštěn obžaloby z falšování ossuária.